# Nino Mbatha
 (mai 2019).
Pour les articles homonymes, voir Mbatha.
Nino Mbatha, né vers 1985, est un sorcier zoulou et cannibale sud-africain.

## Biographie
Le vendredi 19 août 2017, Nino Mbatha se rend au poste de police d’Estcourten se disant « fatigué de manger de la viande humaine ». Les policiers ont du mal à le prendre au sérieux mais changent immédiatement d'avis lorsqu’il sort une jambe et une main putréfiée de femme de son sac. Le sorcier est aussitôt arrêté. Il explique aux policiers qu’il a violé et tué une femme lors d’un rituel. L’objectif est d’apporter chance et fortune dans la vie de Lungisani Magubane. Pour cela, les deux hommes ont mangé le corps de leur victime.
L'enquête dévoile que la femme de 24 ans a été décapitée et que les deux hommes ont ensuite retiré tous les organes de son corps en suivant un rituel traditionnel. Au cours des investigations, les policiers découvrent également chez Nino Mbatha un pot contenant huit oreilles humaines. 
Nino Mbatha aurait encouragé les membres de leur communauté à consommer de la chair humaine, afin d’acquérir « force et courage ». Les assassinats rituels et le trafic de restes humains constituent un commerce juteux pour certains guérisseurs. Toutefois, le Conseil sud-africain des guérisseurs traditionnels par la voix de son vice-président, dénonce ces pratiques taboues.
Selon la police sud-africaine, la consommation de chair humaine par les habitants n’est pas rare. La maire d’Estcourt, Jabu Mbhele avoue que « lors d’une récente réunion publique, on nous a rapporté l’existence de pratiques horribles et dégoûtantes. Plusieurs habitants ont affirmé que les suspects leur avaient dit de manger du corps humain pour acquérir force et courage. »
Selon la loi sud-africaine, le cannibalisme n’est pas un crime. Les suspects sont donc poursuivis pour meurtre, tentative de meurtre et possession de membres et d’organes humains. Lors du procès, le juge Peter Olsen a estimé que les deux hommes étaient coupables du « crime le plus odieux possible ». Pour ce meurtre horrible, Nino Mbatha et Lungisani Magubane ont été condamnés à la prison à perpétuité,.